# Festival international du court-métrage de Kiev
Le Festival international du court-métrage de Kiev (Kyiv International Short Film Festival, KISFF) est un festival annuel, organisé à Kiev et visant à familiariser le public avec des courts métrages du monde entier. Les derniers films, les gagnants de festivals internationaux, les rétrospectives de personnages extraordinaires et une attention particulière aux films ukrainiens modernes et classiques figurent tous au festival. Le KISFF organise également des projets et des événements pour développer une diversité de courts métrages en Ukraine ,.

## Histoire
Le travail sur le Festival international du court-métrage de Kiev a débuté en 2011 et s'est tenu pour la première fois au printemps 2012. Depuis, il a lieu annuellement en toutes circonstances. Le festival est une organisation non gouvernementale indépendante, à but non lucratif, dont le principal objectif est de promouvoir les courts métrages.

## Anciens gagnants
Le lauréat de la compétition internationale en 2020 était le film Huntsville Station. Tout au long du film, le public est en mesure d'explorer le concept de liberté et ce que l'on ressent d'être libéré après des années d'emprisonnement. Tourné à distance, le spectateur est en mesure d'observer un groupe de détenus attendant un bus après avoir été libérés d'un pénitencier, et comment ils réagissent d'être enfin libres.
Une mention spéciale est allée au film Stay awake, Be ready qui emmène le spectateur dans une soirée passionnante mais insignifiante au Vietnam .
Le film How to Disappear a également reçu une mention spéciale, tourné dans la perspective d'un jeu de tir à la première personne. Le film a exploré le thème de la désertion dans un jeu vidéo et a été décrit par le jury comme « une ode humoristique, étonnamment poétique et intelligente aux déserteurs ».
Le lauréat du concours ukrainien en 2020 est allé à The Carpet de Natasha Kyselova pour sa belle cinématographie capturant les moments d'amour et d'amitiés naissants d'un adolescent testé, dans le contexte de plus en plus tendu de l'escalade de la guerre.
Une mention spéciale a été décernée à Metawork, créé par Vasyl Lyah, « pour la vision artistique du réalisateur et la voix indépendante très prometteuse ». Son film dépeint un jeune homme s'occupant de son jardin, sa créativité et ses soins devenant un acte politique de survie et de résistance dans l'Ukraine moderne .

## Jury
Le jury du festival est élu par l'administration du festival. Il y a généralement plusieurs invités étrangers et des représentants du cinéma ukrainien. Les membres du jury sont d'éminents réalisateurs, producteurs et cinéastes qui ont reçu des prix internationaux.